# Spațiu topologic
Un spațiu topologic este o mulțime pe care s-a definit o structură pe baza căreia se definesc noțiunile de vecinătate, convergență și limită.
Ca definiție formală, un spațiu topologic este o pereche {\displaystyle (X,{\mathcal {T}})}, cu {\displaystyle {\mathcal {T}}\subseteq {\mathcal {P}}(X)} ({\displaystyle {\mathcal {P}}(X)} desemnează mulțimea submulțimilor lui X), satisfăcând simultan următoarele proprietăți:
1. {\displaystyle \emptyset \in {\mathcal {T}}} și {\displaystyle X\in {\mathcal {T}}}
2. dacă {\displaystyle A,B\in {\mathcal {T}}}, atunci {\displaystyle A\cap B\in {\mathcal {T}}}
3. dacă {\displaystyle {\mathcal {A}}\subseteq {\mathcal {T}}}, atunci {\displaystyle \bigcup {\mathcal {A}}\in {\mathcal {T}}}

Mulțimile din {\displaystyle {\mathcal {T}}} se numesc mulțimi deschise. Proprietatea 1 spune că mulțimea vidă și spațiul însuși trebuie să fie mulțimi deschise. Proprietatea 2 cere ca orice intersecție de două mulțimi deschise să fie o mulțime deschisă; prin inducție matematică rezultă de aici că intersecția oricărei familii finite de mulțimi deschise este o mulțime deschisă. Proprietatea 3 cere ca reuniunea oricărei familii (nu neapărat finite) de mulțimi deschise să fie o mulțime deschisă.

## Exemple
1. {\displaystyle {\mathcal {T}}=\{\emptyset ,X\}} este topologia „cea mai grosieră” ce poate fi definită pe o mulțime.
2. {\displaystyle {\mathcal {T}}={\mathcal {P}}(X)} este topologia „cea mai fină” ce poate fi definită, numită topologia discretă.
3. Dacă d este o funcție distanță (o metrică) definită pe X (X este un spațiu metric), topologia indusă de metrica d are ca mulțimi deschise toate mulțimile care satisfac proprietatea că pentru fiecare punct există o bilă de rază nenulă inclusă în acea mulțime:

{\displaystyle {\mathcal {T}}=\{A\in {\mathcal {P}}(X)|\forall x\in A,\exists \varepsilon \in (0,\infty ):B(x,\varepsilon )\subseteq A\}}
unde {\displaystyle B(x,\varepsilon )=\{y\in X|d(x,y)<\varepsilon \}} este bila (deschisă) de centru x și de rază {\displaystyle \varepsilon }.

## Vecinătăți
Se numește vecinătate a unui punct {\displaystyle x\in X} al unui spațiu topologic orice submulțime {\displaystyle V\subseteq X} ce conține o mulțime deschisă ce conține punctul {\displaystyle x}: {\displaystyle \exists D\in {\mathcal {T}}\,:\ x\in D\subseteq V}.

## Submulțimi speciale ale unui spațiu topologic

### Mulțimi închise
O submulțime a unui spațiu topologic X se numește închisă dacă complementul său față de spațiul X este o mulțime deschisă.
Din proprietățile mulțimilor deschisă rezultă că mulțimea vidă, întreg spațiul X, orice reuniune finită de mulțimi închise și orice intersecție (posibil infinită) de mulțimi închise este o mulțime închisă.

### Mulțimi conexe
O submulțime M a unui spațiu topologic X se numește conexă dacă nu există nici o acoperire a ei prin două mulțimi deschise disjuncte:
{\displaystyle \not \exists A,B\in {\mathcal {T}},A\cap M\neq \emptyset ,B\cap M\neq \emptyset ,A\cap B=\emptyset ,A\cup B\supseteq M}
Pentru întregul spațiu X, condiția de conexitate este echivalentă cu aceea de-a nu avea altă submulțime simultan închisă și deschisă decât mulțimea vidă și întregul spațiu.

### Mulțimi compacte
O submulțime M a unui spațiu topologic X se numește compactă dacă din orice acoperire deschisă a ei se poate extrage o acoperire finită. Mai exact, pentru orice familie {\displaystyle {\mathcal {F}}\subseteq {\mathcal {T}}} satisfăcând {\displaystyle \bigcup {\mathcal {F}}\supseteq M}, există o subfamilie {\displaystyle {\mathcal {F}}_{0}\subseteq {\mathcal {F}}} satisfăcând {\displaystyle \bigcup {\mathcal {F}}_{0}\supseteq M}.

## Extinderi ale conceptului
Pentru orice structură algebrică se poate introduce o topologie discretă.